# دانغاك (موسيقى)
دانغاك هي نوع من موسيقى البلاط الملكي الكوري التقليدية. الاسم يعني «موسيقى تانغ» والذي أخذ من سلالة تانغ الصينية خلال عهد شلا الموحدة. استخدمت غوريو هذا النوع من الموسيقى وكذلك مملكة جوسون بالإضافة إلى هيانغاك وآك. تُصحب هذه الموسيقى برقصات من طراز تانغ الصينية تعرف باسم دانغاك جونغجاي.